# Schreibersdorf (Klein Strehlitz)

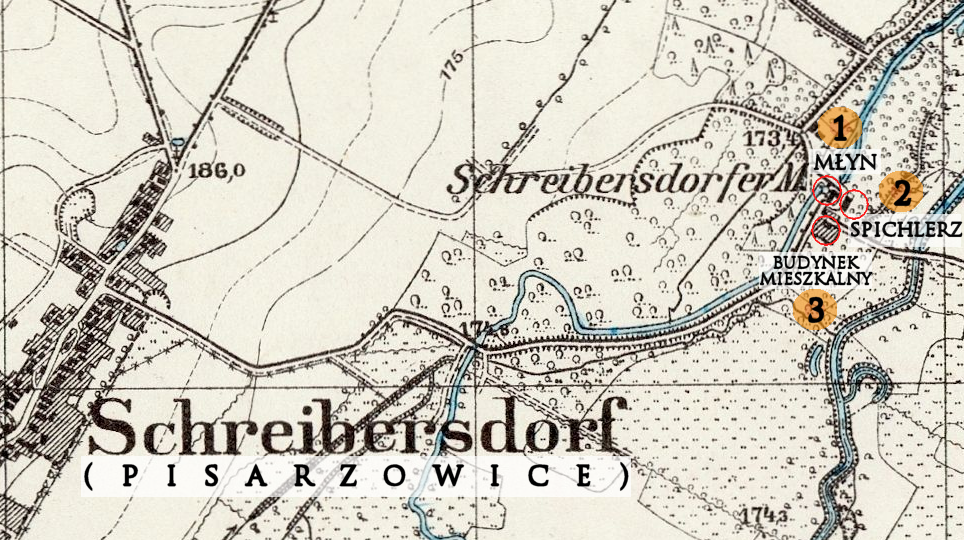
Karte von Schreibersdorf mit Mühlenareal von 1936

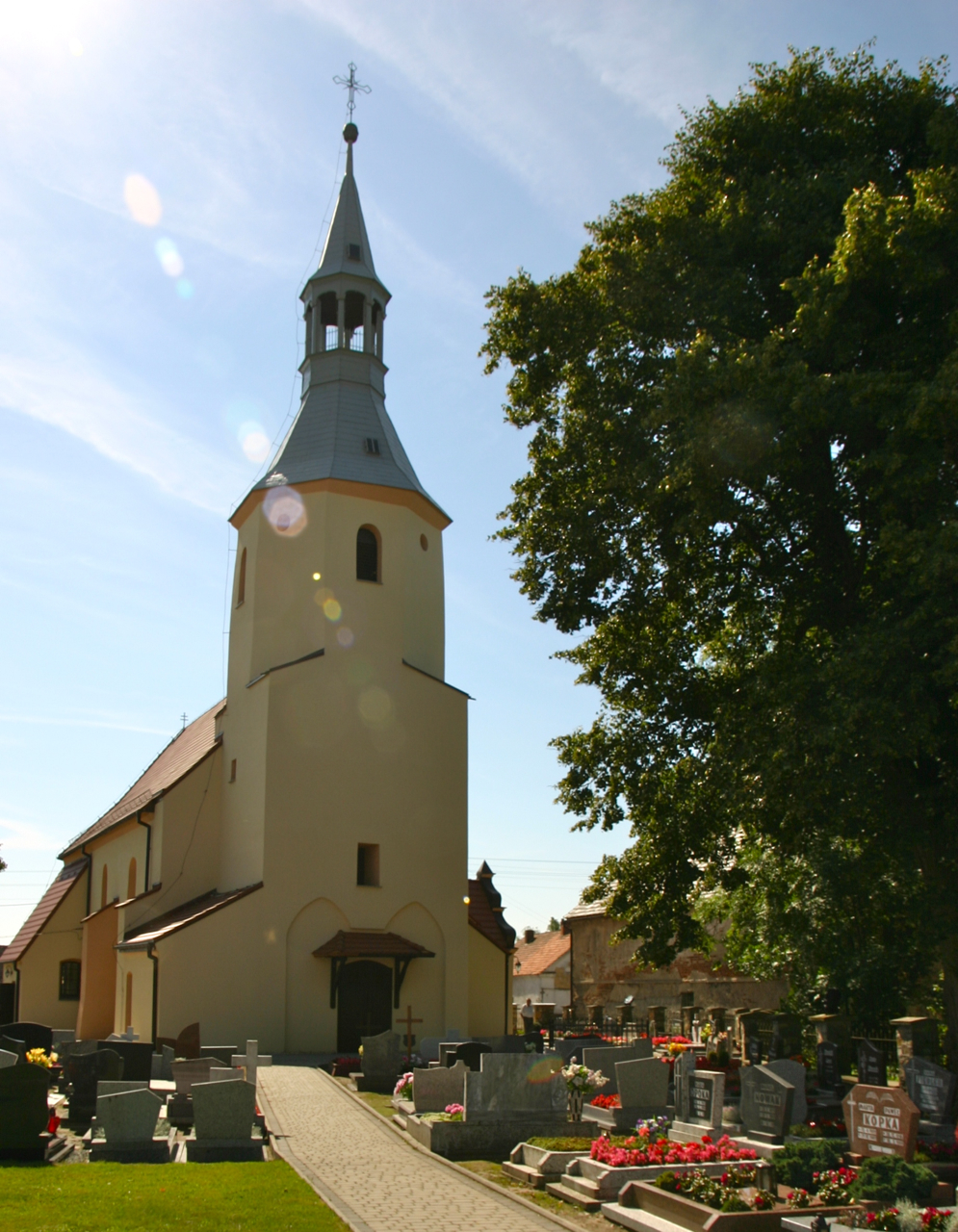
St. Michael

Schreibersdorf (polnisch Pisarzowice) ist ein Ort in der Gemeinde Klein Strehlitz im Powiat Krapkowicki der Woiwodschaft Opole (Oppeln) in Polen. Ortsteil von Schreibersdorf ist der Weiler Buhlau (Buława).

## Geographie
Schreibersdorf liegt fünf Kilometer südlich von Klein Strehlitz, 10 Kilometer südwestlich von Krapkowice (Krappitz) und 35 Kilometer südwestlich von Opole in der Schlesischen Tiefebene am linken Ufer der Hotzenplotz (Osobłoga).
Nachbarorte von Schreibersdorf sind im Norden Klein Strehlitz (Strzeleczki), im Südosten Nowy Dwór Prudnicki (Neuhof) und im Westen der Weiler Buhlau (Buława).

## Geschichte
Erstmals urkundlich erwähnt wurde „Villa Scriptoris“ im Jahre 1285. 1383 folgte eine Erwähnung als Schreibersdorff und polnisch als Pisarcowice.
Nach dem Ersten Schlesischen Krieg 1742 fiel Schreibersdorf mit dem größten Teil Schlesiens an Preußen.
Nach der Neuorganisation der Provinz Schlesien gehörte die Landgemeinde Schreibersdorf  b 1816 zum Landkreis Neustadt O.S., mit dem es bis 1945 verbunden blieb. 1845 bestanden im Dorf ein Schloss mit Vorwerk, eine katholische Kirche, eine katholische Schule, eine Wassermühle, ein Wirtshaus und 78 Häuser. Im gleichen Jahr lebten in Schreibersdorf 652 Einwohner, allesamt katholisch. 1858 wurde eine neue katholische Kirche erbaut. 1861 zählte der Ort 14 Bauern, 20 Gärtner und 36 Häusler. Die katholische Schule wurde von 143 Schülern besucht.
Bei der Volksabstimmung in Oberschlesien am 20. März 1921 stimmten 416 Wahlberechtigte für einen Verbleib bei Deutschland und 28 für Polen. Schreibersdorf verblieb beim Deutschen Reich. 1933 lebten im Ort 628 Einwohner. 1939 hatte der Ort 583 Einwohner. Im Januar 2012 wurde die Einwohnerzahl nur noch mit 120 angegeben.
Als Folge des Zweiten Weltkriegs fiel Schreibersdorf 1945 mit dem größten Teil Schlesiens an Polen. Nachfolgend wurde es in Pisarzowice umbenannt. Die deutsche Bevölkerung wurde, soweit sie nicht vorher geflohen war, weitgehend vertrieben. Die neu angesiedelten Bewohner waren teilweise Zwangsumgesiedelte aus Ostpolen, das an die Sowjetunion gefallen war. Von 1945 bis 1950 gehörte es zur Woiwodschaft Schlesien, ab 1950 zur Woiwodschaft Opole. 1999 wurde es dem Powiat Krapkowicki angeschlossen.
Am 17. Mai 2006 wurde in der Gemeinde Klein Strehlitz, der Schreibersdorf angehört, Deutsch als zweite Amtssprache eingeführt. Am 24. November 2008 erhielt der Ort zusätzlich den amtlichen deutschen Ortsnamen Schreibersdorf.

## Sehenswürdigkeiten

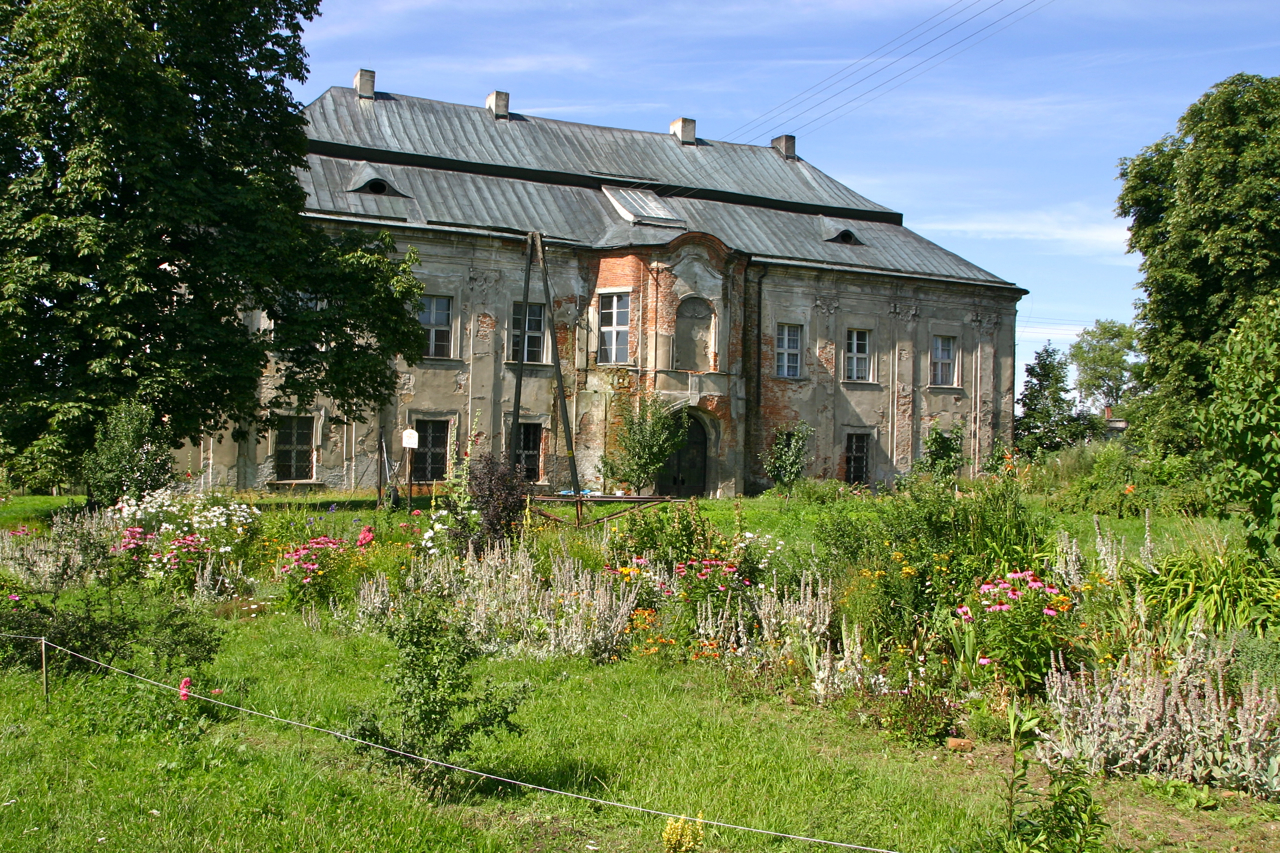
Schloss Schreibersdorf

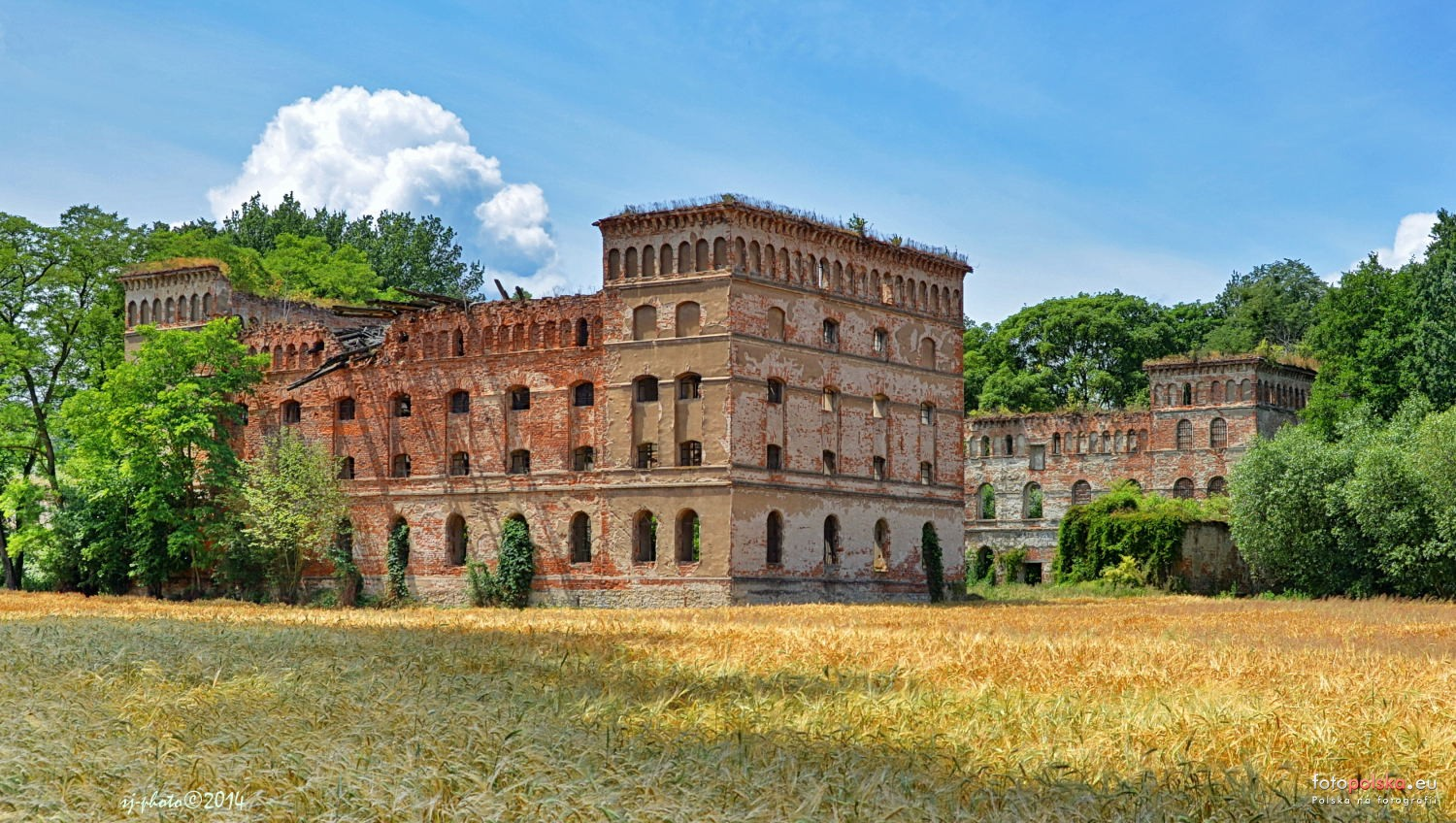
Ruinengebäude der Schreibersdorfer Mühle

- Die römisch-katholische Kirche St. Michael (Kościół św. Michała Archanioła) wurde 1301 erstmals erwähnt und stand unter dem Patronat des Klosters Leubus. Während der Reformation wurde die Kirche 1580–1646 von der protestantischen Gemeinde genutzt. 1784 wurde der Kirchenbau umgebaut. Die Saalkirche besitzt ein zweijochiges Langhaus mit einem Westturm. Die Innenausstattung ist im Stil des Barocks und der Renaissance. Die Kirche steht seit 1964 unter Denkmalschutz.[7]

- Das Schloss Schreibersdorf (Pałac Pisarzowice) entstand in der Mitte des 18. Jahrhunderts im Barockstil. Das Gebäude befindet sich in einem ruinösen Zustand.

- Mühlengebäude an der Hotzenplotz, derzeit Ruine
- Denkmal für die Gefallenen des Ersten und Zweiten Weltkriegs
- Dorfteich
- Wegekapelle
- Hölzernes Wegekreuz

## Vereine
- Deutscher Freundschaftskreis
- Freiwillige Feuerwehr OPS Pisarzowice